# Свято-Хресто-Воздвиженська церква (Ніжин)
Свято-Хресто-Воздвиженська церква — чинна церква у Ніжині. Парафія належить до Ніжинської єпархії Української Православної Церкви (Московський Патріархат).

## Архітектура
Церква тетраконхонова. До кубічного основного об'єму прилучаються з чотирьох боків абсиди. Дзвіниця з'єднана із основним ядром довгим залом.

## Історія

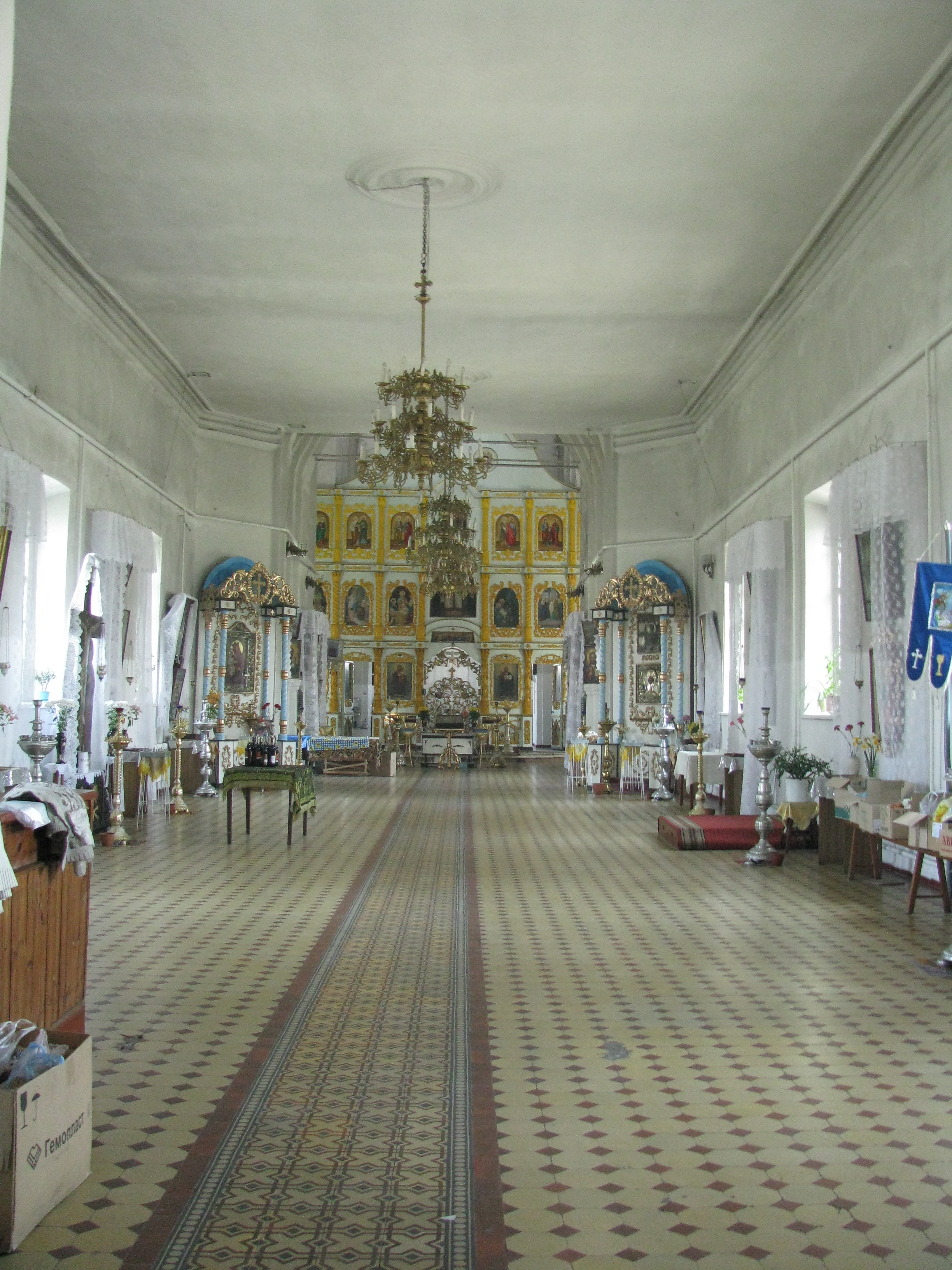

Церква пов'язаний з ім'ям Петра Розумовського — родича гетьмана України Кирила Розумовського.
1753 року Петро Розумовський, діставши звання полковника, був направлений до Ніжина, де командував полком.
Через рік він одружився з Пелагеєю — донькою переяславського полковника Сулими.
Під час російсько-турецької війни 1768 року Петро Розумовський командував козаками Ніжинського полку, які брали участь в поході на Бессарабію.
Через три роки П. Розумовський помер. Вдова пожертвувала величезні кошти на будівництво нового кам'яного храму замість старенької дерев'яної церкви, де й був похований її чоловік.
1775 року в передмісті Магерки замість дерев'яної була побудованана нова мурована церква в ім'я православного свята Воздвиження Чесного Хреста.
1860 році за проєктом землеміра повіту Фаловича із заходу добудована тепла церква з двохярусною дзвіницею.
У радянські часи використовувалася міськвідділом кінопрокату як закритий переглядовий зал і фільмосховище.
На початку 1990-х роках передана релігійній громаді Чернігівської єпархії Української Православної Церкви (московський Патріархат).
Нині парафія відноситься до  Ніжинської єпархії Української Православної Церкви, яка була утворена рішенням Священного Синоду УПЦ від 31 травня 2007 року шляхом виділення її із складу Чернігівської єпархії.

## Світлини

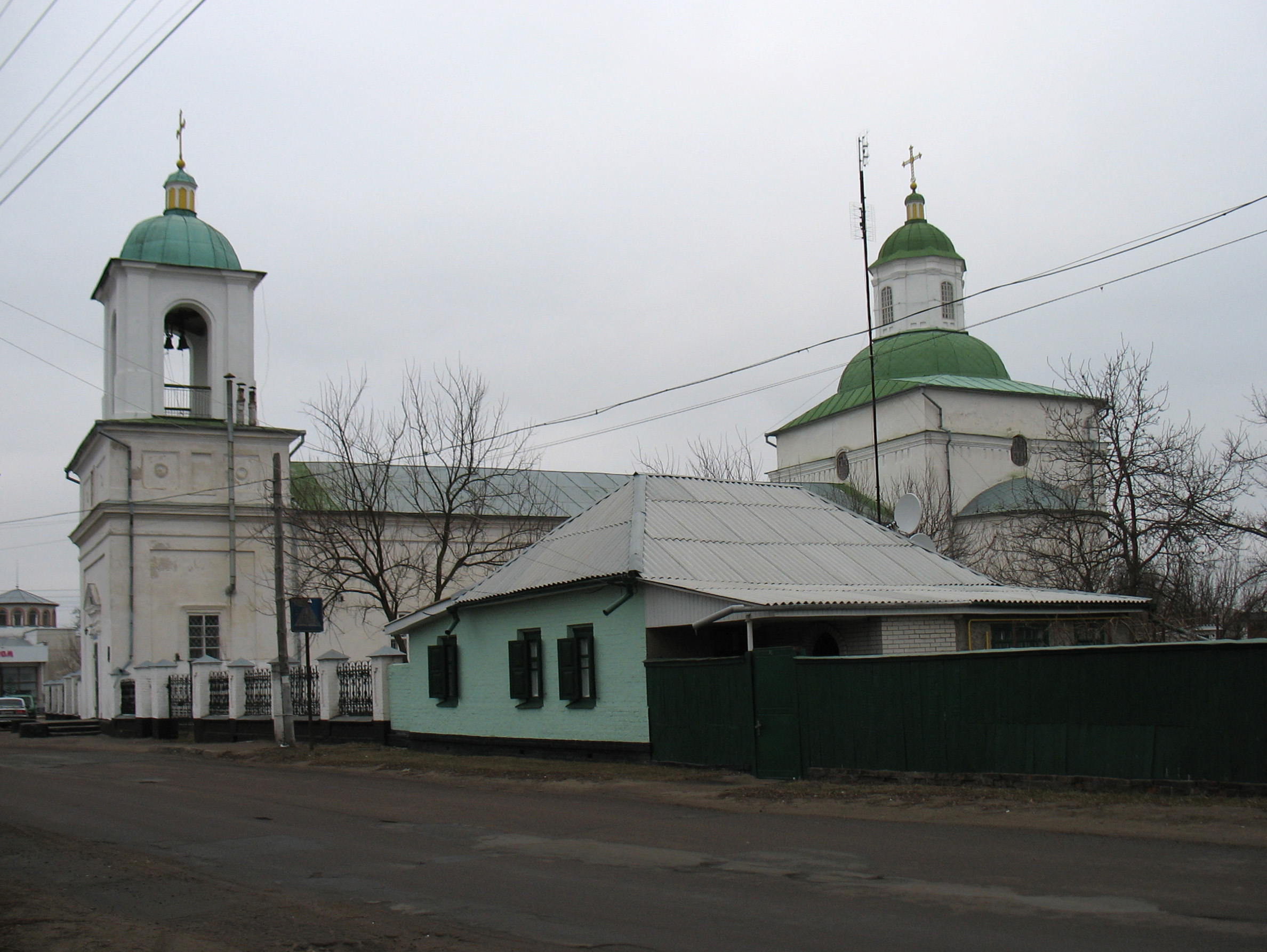
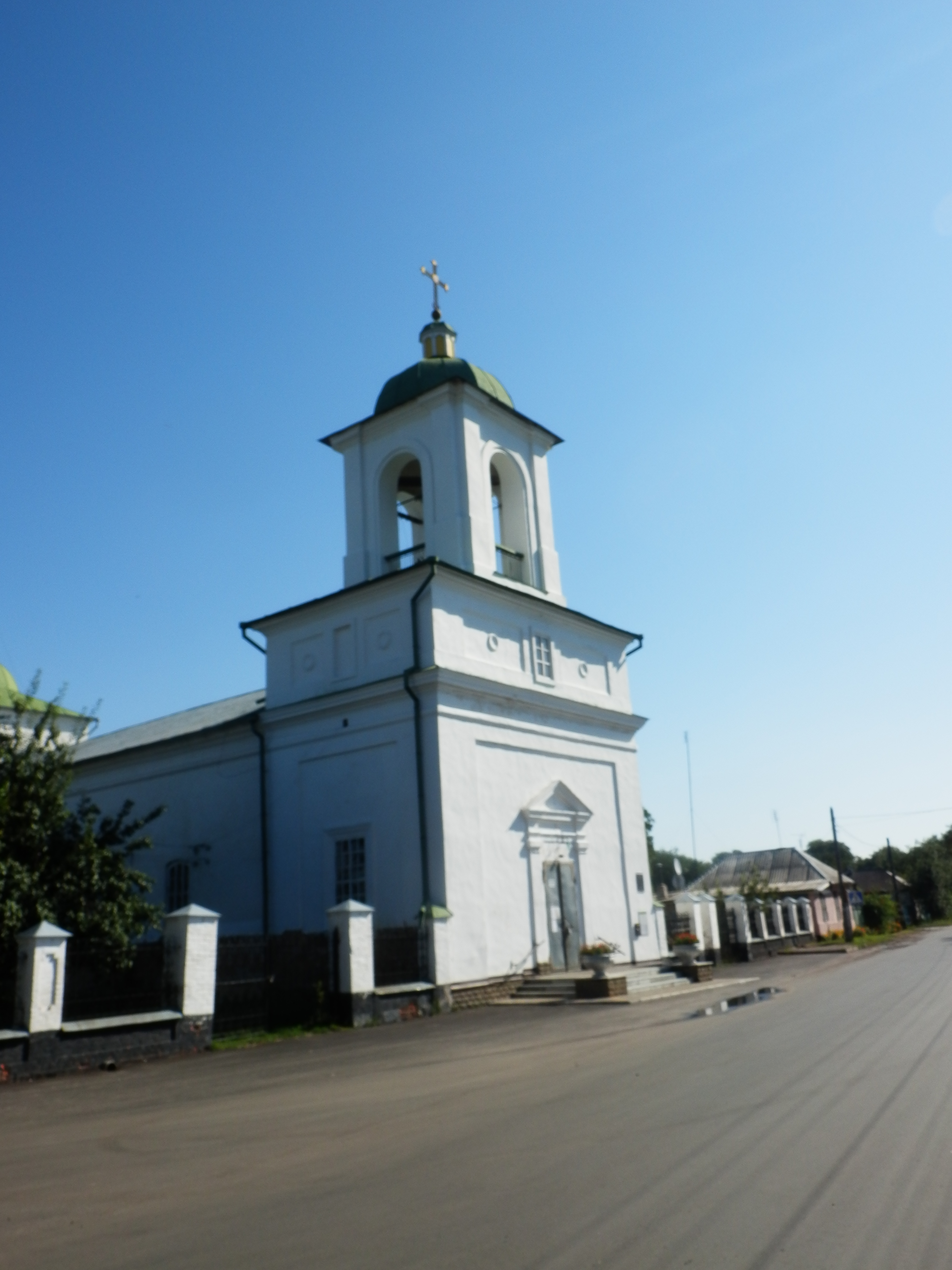
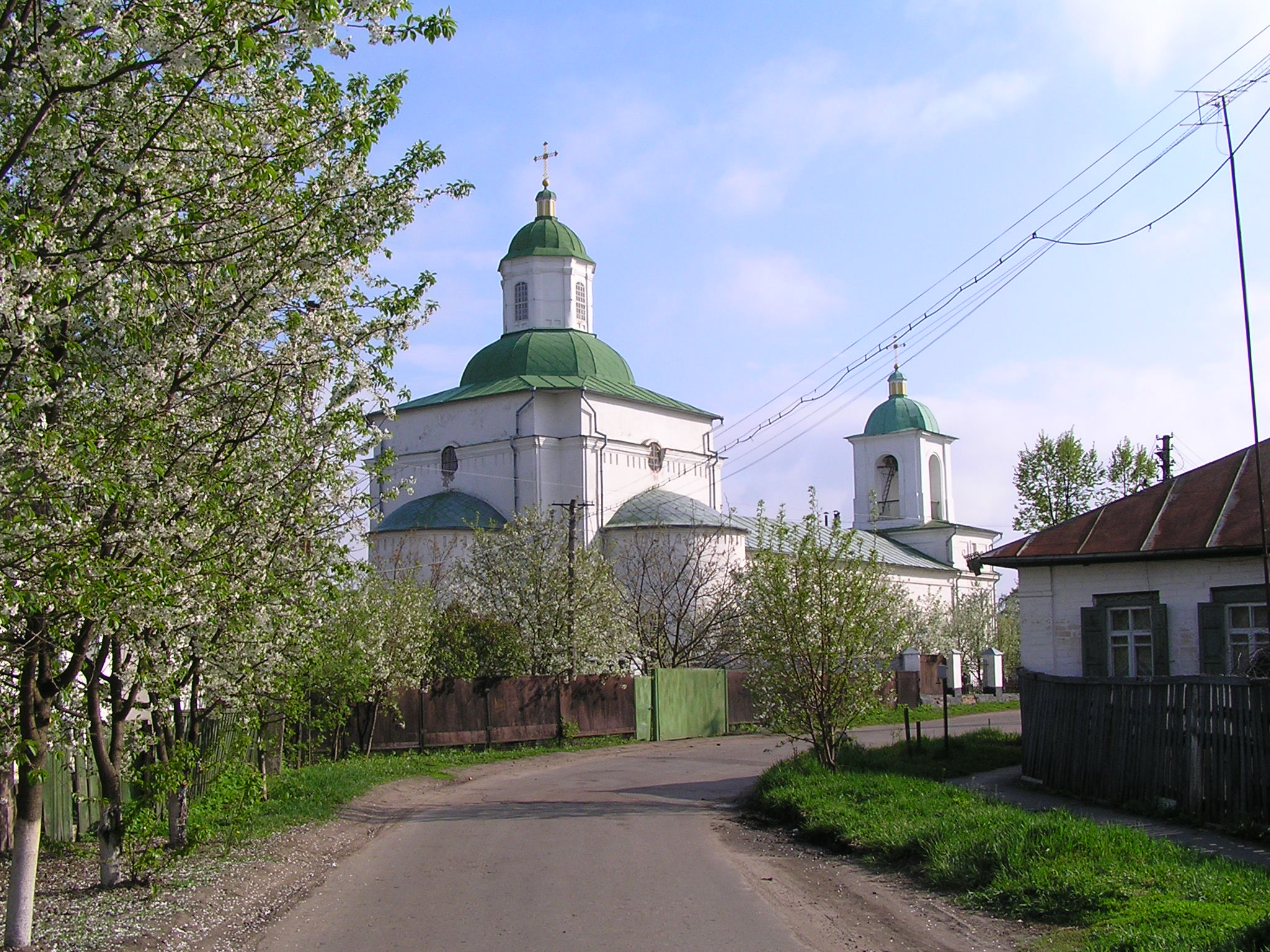